# Serafin z Fermo
Serafin z Fermo, właśc. Serafino Aceti de’ Porti (ur. ok. 1496 w Fermo, zm. ok. 1540 w Bolonii) – kanonik regularny św. Augustyna, włoski mistyk, autor dzieł ascetycznych i mistycznych, kaznodzieja.
Pochodził ze szlacheckiej rodziny. Studiował na Uniwersytecie Padewskim, najprawdopodobniej medycynę. Podczas studiów poznał Antoniego Marię Zaccarię, późniejszego fundatora Barnabitów, z którym przyjaźnił się aż do jego śmierci. Po ukończeniu nauki powrócił do Fermo, gdzie po roku 1523 wstąpił do Kongregacji Kanoników Regularnych Laterańskich. Nowicjat odbył w klasztorze św. Marka w Rivocello (Fermo). Po przyjęciu święceń rozpoczął posługę kaznodziei, odnosząc szczególne sukcesy w Mantui i Modenie. W 1538 wygłosił kazania wielkopostne w kościele św. Petroniusza w Bolonii. Zmarł w 1540. Został pochowany w kościele S. Giovanni in Monte w Bolonii.
Serafin z Fermo był poszukiwanym kierownikiem duchowym o szerokich horyzontach kulturowych, sytuując się tym sposobem na linii swojego mistrza Battisty da Crema. Przeciwdziałał rozpowszechnianiu się luteranizmu we Włoszech, postrzegając go jako manifestację zła i znak końca czasów. Był autorem licznych dzieł duchowych – przetłumaczonych na łacinę, a następnie wydanych w Piacenzy w 1570 i wznowionych w Antwerpii w 1580 – dzięki którym zyskał sławę w Europie.

## Dzieła
- Opera nova del discernimento delli Spiriti (1535)
- Trattato della Discretione
- Della Diffidentia et Confidentia; Vita di due beatissime donne, Margarita et Gentile, brevemente per D. Serafino da Fermo raccolta (1548)
- Trattato utilissimo et necessario della mental oratione (ok. 1537/1540, Mediolan)
- Trattato brevissimo della conversione
- Trattato per la Vita Christiana utilissimo, della cognitione et vittoria di se stesso
- Modo brevissimo di confessarsi
- Problemi sull’Oratione
- Breve dichiaratione sopra l’Apocalisse di Gioanni (1538, Mediolan)
- Specchio interiore (1539, Bolonia)